# 게티즈버그 7월 2일 전투

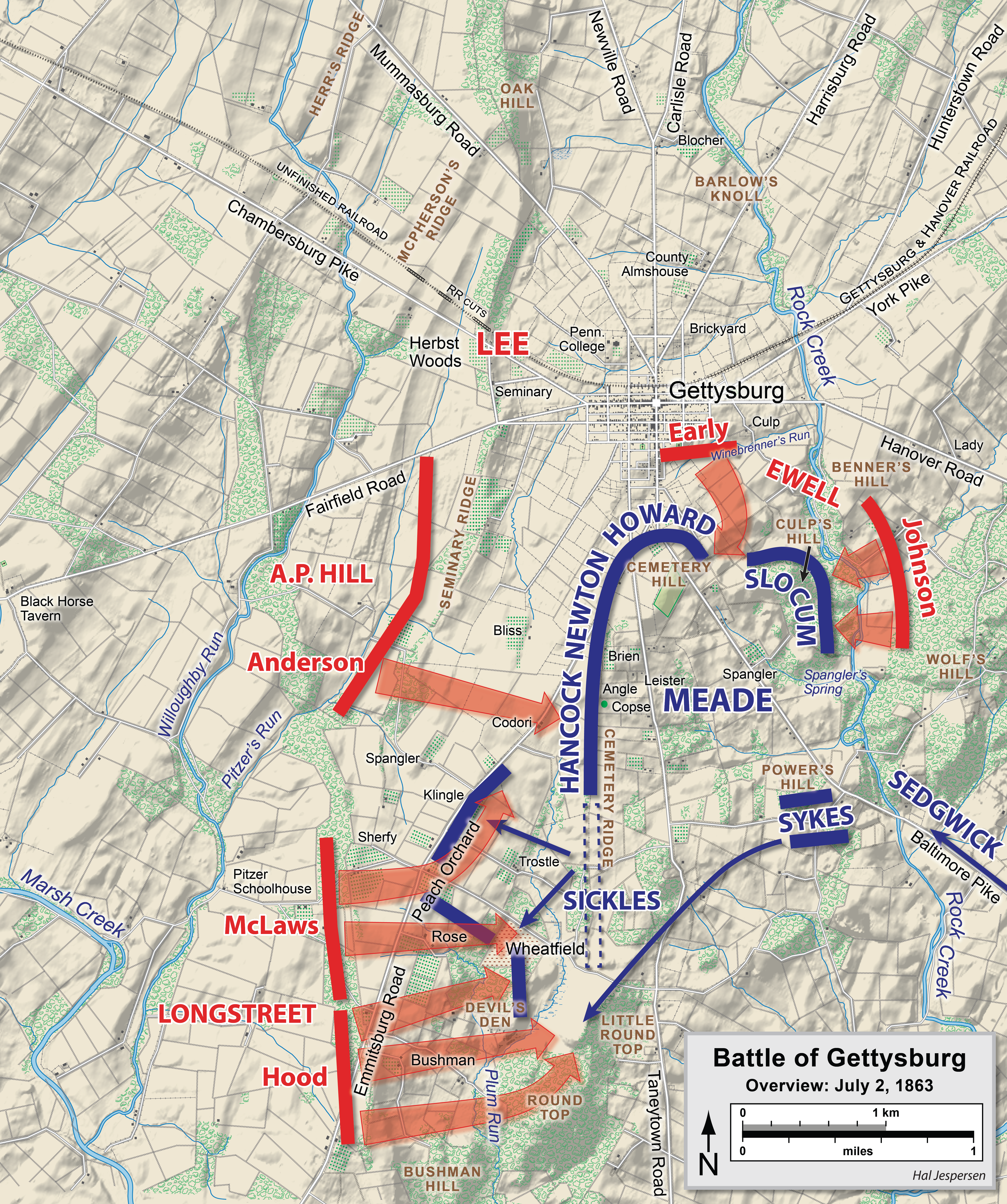
7월 2일 전투.
남군
북군

게티즈버그 7월 2일 전투(7월 2일, 1863년)는 남부동맹 로버트 E. 리 장군이 첫째날의 승리를 이용하려고 시도했던 전투다. 그는 휘하의 북버지니아군을 조지 G. 미드 장군이 지휘하는 북군 포토맥군의 양익을 상대로 다방면에서 공격에 투입했다.
부대 행군을 탐지당하지 않게 하면서 병력을 집결시키느라 시간이 지체되었던, 남군 제임스 롱스트리트 중장은 휘하 1군단으로 북군 좌익을 공격했다. 존 벨 후드 소장 사단은 리틀 라운드 탑과 악마의 소굴을 공격했고, 후드의 왼쪽으로 라파예트 맥로우 소장은 밀밭과 복숭아 과수원을 공격했다. 두 사단의 공격 모두 성공하지 못했지만, 방어하기에는 너무 넓은 돌출부를 지키려고 했기 때문에 북군 3 군단은 사실상 전투 조직으로서는 와해되었다. 미드 장군은 이 격렬한 공격에 대항하기 위해 2만명의 증원군을 방어선 곳곳으로 투입했다. 이 구역의 공격은 사단 북군 묘지 능선 중앙을 겨냥한 남군 3군단 소속 리처드 H. 앤더슨 소장의 실패한 공격을 포함한다.
그날 저녁, 남군 2군단 지휘관 리처드 S. 이월 중장은 북군 우익인 컬프스힐과 묘지 언덕을 향해 총공격 규모의 양동작전을 전개했지만, 양쪽 모두 격퇴되었다.
북군은 강력한 방어지점을 차지했고, 미드는 양쪽에서 많은 손실이 나고 있었지만, 휘하 부대를 잘 통솔했다. 남군의 공격을 당한 곳들은 큰 변화없이 병력이 배치되어 있었다. 북부 지역에서 포토맥군을 분쇄하려던 리의 희망은 꺾였으나, 낙담하지 않고 세 번째 작전을 계획하기 시작했다.
다음 기사는 북군 좌익 (악마의 소굴, 밀밭, 복숭아 과수원)과 중앙(묘지 능선)에 대한 공격에 대해 상세한 정보를 담고 있지만, 분할된 문서는 2일째 전투에서 대규모 전투에서 또 다른 주요 교전을 다루고 있다.
- 리틀 라운드 탑
- 컬프스힐
- 묘지 언덕

## 리의 작전 계획과 기동
7월 2일 아침, 포토맥군 7개 군단 중 6개 군단이 전투 현장에 도착했다. 1군단 (애브너 더블데이를 대신하여 존 뉴턴이 지휘)과 11군단 (올리버 O. 하워드 소장)은 첫째 날 전투에 격렬하게 전투를 치렀다. 저녁에 12군단 (군단장 헨리 W. 슬로컴 소장), 3군단 (군단장 다니엘 E. 시클스 소장), 2군단 (군단장 윈필드 S. 핸콕 소장)이 합류했고, 7월 2일 아침에 5군단 (군단장 조지 사이크스 소장)이 합류했다. 6 군단 (군단장 존 세지윅 소장)은 이날 아침에도 약 48킬로미터(30마일) 밖인 메릴랜드주 맨체스터에 있었다. 그들은 컬프스힐에서 묘지 언덕까지 묘지 능선의 등뼈 아래로 약 4.8킬로미터(3마일)에 걸쳐 유명한 낚시 바늘 모양으로 배치되었다. 북버지니아군 전선은 게티즈버그 마을의 북서쪽, 북쪽 그리고 북동쪽으로 아치 모양을 그리며 신학교 능선에 북군 방어선과 평행선을 그리며 형성되었다. 2군단(군단장 리처드 S. 이월 중장) 및 3군단(군단장 A. P. 힐 중장)이 대기 중이었고, 1군단(군단장 제임스 롱스트리트) 중장)은 캐쉬타운 방향에서 오는 중이었다. 롱스트리트의 휘하 사단 중 조지 E. 피켓 소장의 사단만 7월 2일 전투에 참가하지 못했다.
로버트 E. 리는 다음 작전 계획을 세웠다. 그의 이월이 컬프스힐이나 묘지 언덕을 "가능하다면" 점령하라는 전날 저녁 명령은 현실적이지 않았고, 북군은 내선에서 강력한 방어 진지에 모여 있었다. 북군은 남군보다 많은 병력으로 3마일의 내선을 점한 반면, 남군은 5마일의 외선을 점하여 불리한 입장이었다. 리의 선임 부하였던 롱스트리트는 전략적 기동을 건의했다;현재 위치를 버리고 북군 좌익을 우회하여 미드와 워싱턴 사이 연락선 사이로 끼어들어 워싱턴을 위협하며 남군에 유리한 곳으로 미드를 끌어내자는 것이었다. 롱스트리트는 이 전투가 게티즈버그 전역의 전체를 결정지을 것이며, 적의 영토로 전략적으로 기동하여, 그곳에서 방어전투를 수행해야 한다고 주장했다. 롱스트리트는 전장에 도착하여 직접 관찰해본 결과, 북군 방어선 공격이 불가능하다고 판단했던 것이다. 리는 전날 힘들게 싸워 현재 위치를 포기할 경우 병사들의 사기가 어떻게 될 것인지에 관심있었기 때문에 이 제안을 거절했다. 또, 리는 남부동맹의 정치적 입장을 고려하여 북군 주력을 빠른 시간 내에 격파해야 한다는 강박에 시달리고 있었다. 이때문에 리는 공격 위주의 작전 계획을 수립하게 된다. 리는 주도권을 다시 장악하기를 바랐고, 챈슬러즈빌 전투와 전날 전투의 빛나는 승리에 고무되어 자신의 군대의 능력을 높이 사고 있었다. 이에 리는 7월 2일 공격을 계속 하기로 마음먹고 있었다.

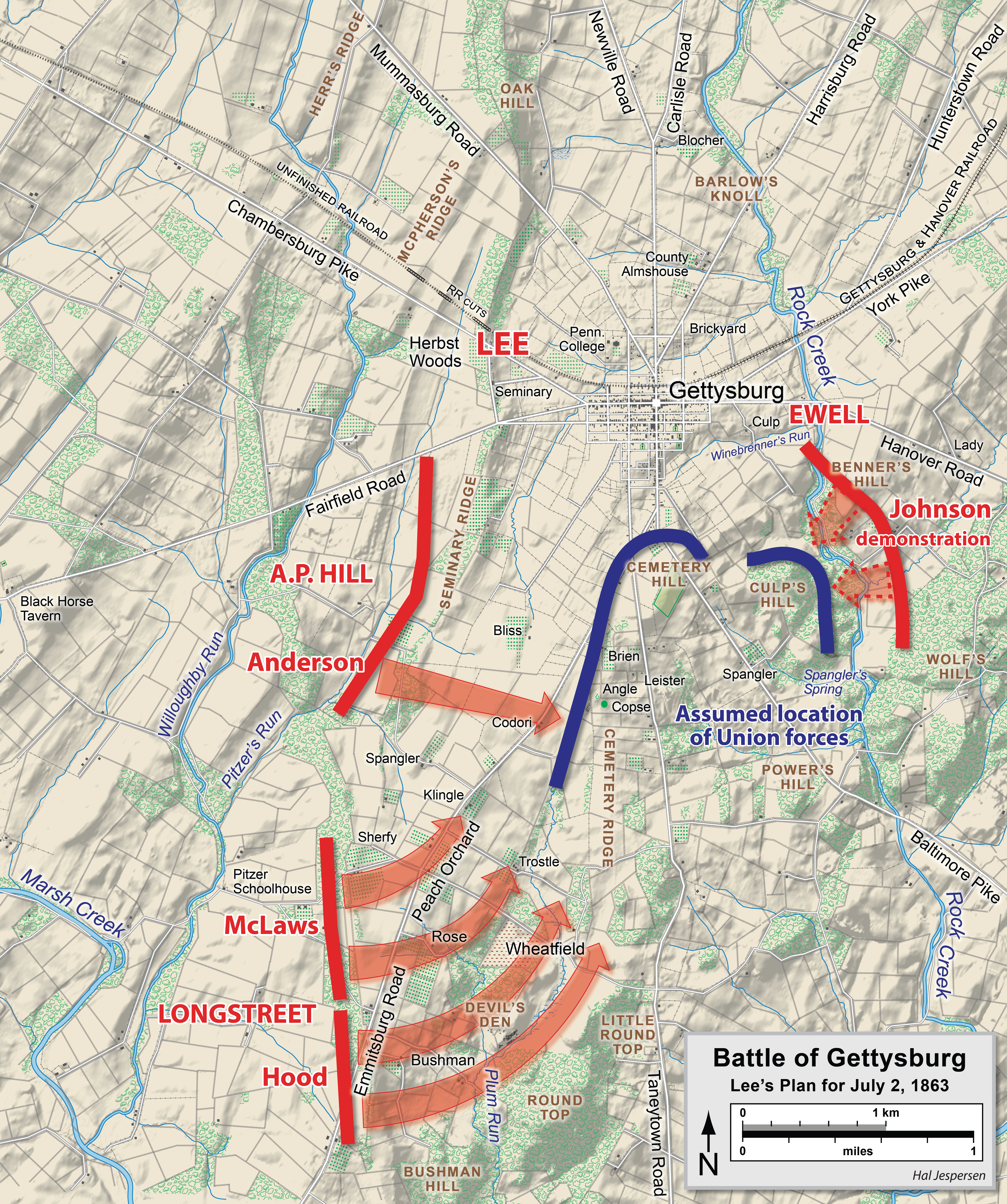
리의 7월 2일 작전 계획

리는 게티즈버그 남쪽의 고지대, 특히 워싱턴 D.C.와 연결된 길과 북군 보급선, 마을을 내려다보는 묘지 언덕을 점령하고 싶었고, 최적의 진격로인 에미츠버그 도로 공격을 계획했다. 리는 이월의 예하 사단을 롱스트리트 군단에 증강시켜 아침 공격을 요구했다. 그러기 위해서는 이월은 그의 군단을 현재 위치에서 롱스트리트와 합류하기 위해 마을 북쪽으로 이동시켜야 했다. 이월은 병사들이 점령한 지점을 포기하고 이동해야 한다면 사기를 꺾을 것이라고 주장하면서 이 결정에 항의했다. 그리고 롱스트리트는 존 벨 후드 사단이 완전히 도착하지 않았다며 아침 일찍 공격은 무리라고 주장했다(그리고 피켓 사단도 도착하지 않은 상태였다). 리는 부사령관들의 의견에 동의했다. 이월은 현 위치를 유지하며 컬프스힐을 향해 양동 공격을 가하고, 이로써 좌익으로부터 지원을 받을 수 없는 북군 우익을 겨냥하여 롱스트리트가 준비되는대로 주 공격을 실시한다는 것으로 정리되었다. 이월의 양동 공격은 기회가 포착되면 총 공세로 전환될 것이었다.
리는 롱스트리트에게 2개 사단으로 에미츠버그 도로를 경계하며 넓게 펼쳐 기습 공격하라고 명령했다. 각기 직각으로 방향을 틀며 후드 사단은 도로 동쪽에서, 라파예트 맥로우 사단은 서쪽에서 공격을 시작하도록 했다. 목적은 사선 대형으로 왼쪽으로 크게 돌며 북군을 공격하여 북군 방어선을 붕괴키시고 묘지 언덕을 빼앗는 것이었다. 3군단 리처드 H. 앤더슨 사단이 동시에 묘지 능선의 북군 중앙을 향해 공격하도록 했다. 이 계획은 젭 스튜어트 기병대가 계속 자리를 비운 때문에 초래된 부족한 정보에 기초한 것으로, 리는 적의 위치에 대해 정확하게 모르고 있었다. 그는 북군 좌익이 묘지 능선에 있다고 믿었고, 아침 일찍 정찰대가 그 사실을 확인해주는 듯 싶었다. 그러나 리는 북군 시클스 장군의 돌출 행동을 전혀 계산에 넣지 못하고 있었다.
시클스가 3군단을 이끌고 도착했을 때, 미드 장군은 그에게 우익의 2군단과 연결하고 왼쪽에 리틀 라운드 탑과 연결되는 묘지 능선에 자리잡으라고 명령했었다. 시클스는 처음에는 명령에 충실히 따랐으나, 정오경에 1.12킬로미터(0.7마일) 정면의 고지대인 셔파이 가족이 소유한 복숭아 과수원에 관심을 갖게 되었다. 처음에 시클스가 자리한 곳은 군데 군데 물도 고이고 노출된 평원이라 방어에 적합하지 않다고 생각했던 것이다. 미드의 허락없이, 시클스는 복숭아 과수원을 점령하기 위해 군단을 전진시켰다. 이로써 시클스의 방어 담당 구역은 복숭아 과수원을 정점으로 리틀 라운드 탑 바로 아래의 "악마의 소굴"(Devil`s Den)까지 연장되었다. 이 행동은 두 가지 중요한 부정적 요소를 내포했는데, 첫 번째는 그의 현재 위치는 돌출한 형태가 되어 다른 군단들로부터 고립되어 여러 방향에서 공격당하기 쉽다는 점이었고, 두 번째는 군단의 2개 사단으로 지키기에는 너무 긴 방어선을 지켜야 했다는 것이다. 미드가 뒤늦게 이 사실을 알고 격노했지만, 원래 지정된 방어선으로 돌아가라고 지시하기에는 너무 늦어 버렸다. 남군 공격이 임박했던 것이다.
롱스트리트의 공격은 시간이 굉장히 지체되었다. 마지막 여단(후드 사단 에밴더 M. 로우 여단)이 도착할 때까지 기다린 후, 롱스트리트는 공격 개시 지점으로 리틀 라운드 탑에 배치된 북군 통신 부대 관측소에 탐지되지 않도록 우회로를 찾으며 먼 거리를 돌아서 이동했다. 이때문에 그의 2개 사단이 공격 개시 지점에 배치된 것은 오후 4시였다. 전후에 이월로부터 롱스트리트가 격렬한 비난을 받은 것도 이때 롱스트리트의 기동이 예상했던 것보다 한 나절 이상 늦어진 때문이었다. 롱스트리트와 휘하 장군들은 북군 3군단이 에미츠버그 도로에 자신들 정면에 배치된 것을 발견하고 깜짝 놀랐다. 후드는 롱스트리트에게 새로운 상황에 따라 작전을 변경하자고 제안했다. 그는 라운드 탑을 빙 돌아 우회하여 북군을 뒤쪽에서 치고 싶어했다. 롱스트리트는 리의 명령에 대하여 어떤 변경도 거부했다. 사실 이때 리틀 라운드 탑을 지키는 북군은 없었다. 후드는 무인지경인 리틀 라운드 탑을 점령하여 유리한 고지를 차지할 수 있다고 주장했지만, 비슷한 내용을 리에게 건의했다가 2번이나 퇴짜를 맞은 롱스트리트는 후드의 건의를 물리치고 리의 작전 계획대로 공격할 것을 명령했던 것이다. 후드는 별수 없이 명령에 따라야 했다.
시클스의 돌출 행동으로 인해, 롱스트리트는 시클스의 위치를 잃어버렸고 리의 계획대로 공격을 할 수 없었다. 대신, 에미츠버그 도로의 한쪽에서 2개 사단을 왼쪽으로 동시에 선회하면서 공격하도록 했다. 후드 사단은 계획보다 더 동쪽에서 공격했고, 맥로우와 앤더슨 사단도 애초 계획이었던 북동쪽보다 동쪽으로 공격 방향을 잡아 여단별로 차례대로 공격 대형으로 배치되었다.

## 후드 사단의 공격

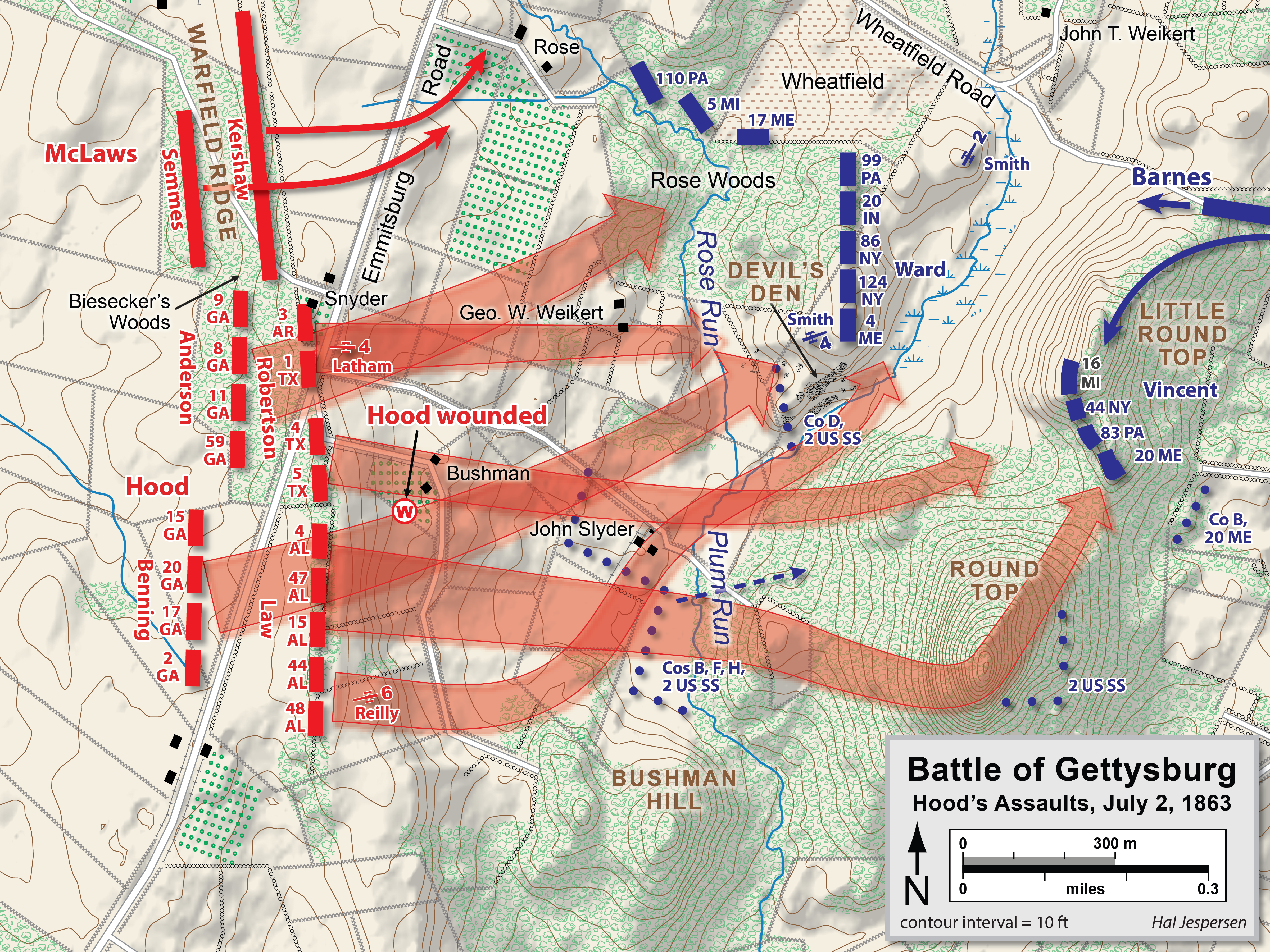
후드 사단의 첫 번째 돌격

롱스트리트의 공격은 30분간 대포 36문의 포격으로 시작되었다. 롱스트리트의 포병대는 복숭아 과수원의 북군 보병과 후크 능선의 부대 및 포병대를 집중적으로 두들겼다. 존 벨 후드 소장의 사단은 워필드 능선(신학교 능선에서 남쪽으로 확장된 곳)의 비세커 숲(Biesecker`s Woods)에 2개 여단씩 2열로 배치되었다. 1열은, 좌익으로 제롬 B. 로버트슨 준장의 텍사스 여단 (후드의 옛 여단)이, 우익에 에밴더 M. 로우 준장 여단이 배치되었고, 2열은 조지 T. 앤더슨 준장 여단이 좌익에 배치되고, 우익으로 헨리 L. 베닝 준장 여단이 배치되었다.
오후 4시 30분, 후드는 텍사스 여단 대열 앞에서 "착검하라! 용감한 텍사스인들이여! 전진하라, 그리고 저 고지를 빼앗아라(Fix bayonets, my brave Texans! Forward and take those heights!)"라고 외쳤지만, 그가 언급한 고지가 어디였는지는 분명하지 않다. 그의 명령은 에미츠버그 도로를 가로지르고, 왼쪽으로 돌아 좌익이 경계하고 있는 도로를 지나 북쪽으로 진격하라는 것이었다(지도를 보면 우익의 2개 여단이 좌익의 2개 여단을 가로질러 악마의 소굴쪽으로 진격하게 되어 있다). 이 모순된 명령은 심각한 문제점을 야기했다. 몇 분 후에 후드는 슬라이더 길(Slyder`s Lane)쪽에서 머리 위로 쏟아진 포탄 파편에 쓰러졌고, 왼팔에 심각한 부상을 입어 전투에서 빠지게 되었다. 후드는 병원에서 한 쪽 팔을 절단해야 했고, 그가 없는 사이 후드의 사단은 더 이상 중앙 지휘부의 지휘통제 없이 동쪽을 향해 진격했다.
사단의 진격 방향이 굴곡을 그리게 된 것은 4가지 있음직한 이유가 있었다: 첫 번째로 북군 3군단 소속 연대 병력이 예기치 못하게 악마의 소굴 지역에 있었고, 그들은 후드의 우익을 위협할 수 있었다. 두 번째로, 슬라이더 농장에서 가해진 연방군 2 저격병연대의 사격이 로우 여단의 지휘관들의 주의를 끌게 하여 여단을 추격하고자 이동하며 오른쪽으로 이끌었다; 세 번째로, 지형이 거칠었고, 각 부대는 자연스레 공격 대형을 갖출 수 없었다; 마지막으로 후드의 선임 부지휘관인 로우 장군이 자신이 사단을 지휘하게 되었다는 것을 깨닫지 못해, 효율적으로 지휘 통제를 할 수 없었던 것이다.
2개 선두 여단은 여단 간 전투경계선을 따르지 않고 진격을 두 방향으로 나누게 되었다. 로버트슨 여단의1 텍사스 연대 및 아칸소 3 연대와 로우 여단의 앨라배마 44 및 48 연대는 악마의 소굴 방향으로 진격했고, 그러는 동안 로우는 나머지 5개 연대를 라운드 탑으로 진격시켰다.

### 악마의 소굴
악마의 소굴은 3군단 방어선의 최좌익으로서, 데이비드 B. 버니 소장 사단의 가장 규모가 큰 J.H. 호버트 워드 준장 여단이 지키고 있었다. 워드 준장의 여단은 6개 연대 및 2개 저격병 중대 총 2,200여명으로 구성된 여단이었다. 후크 능선의 남쪽 끝은 플럼 강 계곡의 북쪽 면에서 경사가 완만한 곳으로 산더미 만한 큰 돌덩어리들로 만들어진 돌무덤이었다. 이 바위들은 남군이 이용한 진격로에서 직선 방향은 아니었다. 아칸소 3연대와 텍사스 1연대는 로즈 숲을 지나 워드 방어선의 머리 부분을 쳤다. 워드의 부대는 가슴까지 오는 방어용 흉벽아직을 세울 시간이나 경사가 부족했고, 1시간 이상 유별나게 치열한 전투 현장에서 그냥 서서 싸웠다. 처음 30분 동안에 400여명이었던 인디애나 20연대는 병력의 절반 이상을 잃었다. 연대장 존 휠러 대령은 전사했고, 전사한 휠러 대령을 대신한 윌리엄 테일러 중령은 부상당했다. 뉴욕 86 연대도 연대장을 잃었다. 남군 아칸소 3연대 연대장 반 매닝 대령은 부상을 입었고, 연대원 중 182명이 사상자를 냈다.
반면에 라운드탑으로 향해 진격하던 부대에서 분리된 로우 여단의 2개 연대는 플럼런 계곡으로 밀고 들어가 워드의 측면을 위협했다. 그들의 목표는 제임스 스미스 대위가 지휘하는 뉴욕 4 독립 포병대를 지키고 있던 엘리야 워커 대령의 메인 4 연대와 반 호른 엘리스 대령의 뉴욕 124 연대였다. 스미스 포병대의 포격은 로우 여단의 진격을 충분히 방해하고 있었다. 남군의 압박이 계속 거세지자, 워드는 가장 오른쪽에 배치되어 있던 277명의 펜실베이니아 99연대(연대장, 존 무어 소령)를 좌익을 구원하기 위해 불러들였다. 뉴욕 124 연대의 반 호른 엘리스 대령과 부연대장 제임스 크롬웰 소령은 반격을 결심했다. 두 사람은 걸어서 훨씬 안전하게 지휘할 수 있다는 병사들의 항의에도 불구하고 말에 올라탔다. 크롬웰 소령은 "사람들은 오늘 우리를 봐야한다(The men must see us today)"고 얘기했다. 두 지휘관은 "오렌지 블로섬(Orange Blossoms)" 연대를 이끌고 낮은 돌담으로 둘러싸인 삼각형 모양의 평원을 지나 후크 능선의 비탈길을 뛰어내려가며 서쪽으로 돌격했고, 텍사스 1연대를 약 183m(200야드)나 몰아냈다. 그러나 텍사스인들이 밀집대형으로 집중 사격으로 퍼부어 대는 바람에 엘리스 대령과 크롬웰 소령은 모두 전사했고, 뉴요커들은 원래 출발점으로 철수했다. 뉴욕 124 연대는 돌격 개시 때 283명이었지만, 살아 돌아온 연대원은 100명 남짓이었다. 펜실베이니아 99연대가 도착한 덕분에 워드 여단은 능선 꼭대기를 다시 장악했다.
후드 공격의 제2파는 헨리 베닝 여단과 조지 "Tiger" 앤더슨 여단이었다. 그들은 버니 사단의 방어선에 간격을 발견했다. 워드 여단의 오른쪽으로 레지 드 트로브리앙 여단과 워드 여단 사이였다. 앤더슨의 공격대는 트로브리앙과 밀밭 남쪽 경계 부근의 틈을 공격했다. 트로브리앙은 남군이 "나에게 눈사태처럼 집중했지만 우리는 우리 앞에 시체와 부상자들을 쌓아올렸다"고 나중에 썼다. 북군 방어군은 격렬히 싸웠고, 앤더슨 여단은 결국 물러났다. 앤더슨 준장은 다리에 부상을 입었고, 전투 중에 후송되었다.
남군 베닝 여단의 조지아 2 연대 및 17 연대는 워드의 측면을 우회하며 플럼 강 계곡을 따라 기동했다. 그들은 펜실베이니아 99 연대와 리틀 라운드 탑의 해즐렛 포병대로부터 치명적인 공격을 당했지만, 계속 전진했다. 스미스 대위의 뉴욕 포병대는 3면에서 심각한 압박을 받고 있었지만, 그들이 지원하던 보병연대는 심각한 피해를 입고 있었고, 포병대를 엄호할 수가 없었다. 3문의 10파운드 패럿 포는 텍사스 1연대에 빼앗겼고, 그들은 그 포를 다음 날 북군을 상대로 사용했다.
버니는 급히 증원 병력을 찾았다. 그는 플럼 강 계곡에서 뉴욕 40연대와 뉴저지 6 연대를 밀밭으로 보내 워드 여단의 측면으로 접근하는 남군을 저지하게 했다. 그들은 베닝과 로우 여단의 남군들과 생존자들은 "도살자 펜"으로 기억하게 될 기복이 심한 바위 지대에서 충돌했다(플럼 강은 "피로 물든 강"으로, 플럼 강 계곡은 "죽음의 계곡"으로 알려지게 되었다) 뉴욕 40연대 병사들이 가차없는 공격에 시달리며 철수하면서 뉴저지 6연대는 그들의 후퇴를 엄호했고, 1/3의 병력을 잃었다.
워드 여단에 대한 공격은 매우 심각했고, 그는 후퇴를 요청하지 않을 수 없었다. 후드 사단은 후크 능선의 남쪽 부분과 악마의 소굴을 확보했다. 에반더 로우 휘하의 5개 연대가 동쪽의 리틀 라운드 탑을 공격하는 동안, 전투의 중심은 로즈 숲과 밀밭이 있는 북서쪽으로 이동했다. 베닝 여단의 병사들은 리틀 라운드 탑에 몰려 있는 북군을 향해 죽음의 계곡(플럼 강 계곡) 건너로 사격을 퍼부으며 악마의 소굴에서 이후 22시간이나 지켰다.
후드의 휘하 여단의 공격은 고전적이고 거친 보병 전투였다. 2,423명의 북군이 참가하여 모두 821명의 인명 피해를 입었다(전사 138명, 부상 548명, 실종 135명). 5,525명의 남군은 전사 329명, 부상 1,107명, 실종 378명 등 모두 1,814명의 인명 피해를 입었다.

### 리틀 라운드 탑
남군의 리틀 라운드 탑 공격은 3일 간의 게티즈버그 전투와 남북전쟁을 통틀어 가장 유명한 전투 중 하나였다. 남군이 막 도착했을 때, 북군 5군단의 스트롱 빈센트 대령 여단이 북군 최좌익인 이 지점에 막 방어선을 구축한 직후였다. 조슈아 체임벌린 대령이 지휘하는 북군 메인 20 연대와 남군의 15 앨라배마 연대(윌리엄 C. 오츠 대령)간에 전투가 대개 이야기되지만, 스트롱 빈센트 대령이나 패트릭 H. "Paddy" 오로케, 찰스 E. 해즐렛같은 영웅들도 있다. 

## 맥로우 사단의 공격
라파예트 맥로우는 그의 우익에 있던 후드와 유사하게 각 여단을 2열로 워필드 능선에 정렬시켰다. 전열은 왼쪽에 복숭아 과수원을 정면으로 마주보며 윌리엄 박스데일 준장 여단이, 우측에는 조지프 B. 커쇼 준장 여단이 배치되었고, 후열에는 윌리엄 T. 오포드 준장 여단이 왼쪽에, 폴 존스 시메스 준장 여단이 우측에 배치되었다.
리의 원래 계획은 후드와 맥로우에게 협공을 요구했었지만, 롱스트리트는 맥로우를 대기시키고, 후드의 공격을 먼저 진행했다. 오후 5시 경, 롱스트리트는 후드 사단이 한계점에 이르렀고, 전면의 적군과 완전히 교전 상태에 들어갔다고 보았다. 그는 맥로우에게 박스데일 여단을 왼쪽에 뒤따르게 하고 커쇼 여단을 내보낼 것을 지시했다. 여단들은 왼쪽에서 차례로 공격 대형으로 공격하기 시작했다. 맥로우는 롱스트리트가 휘하 여단들을 직접 지휘하는 것에 분개했다. 이 여단들은 전투 중 가장 피비린내나는 전투를 벌이게 된다:밀밭과 복숭아 과수원이었다.

### 밀밭

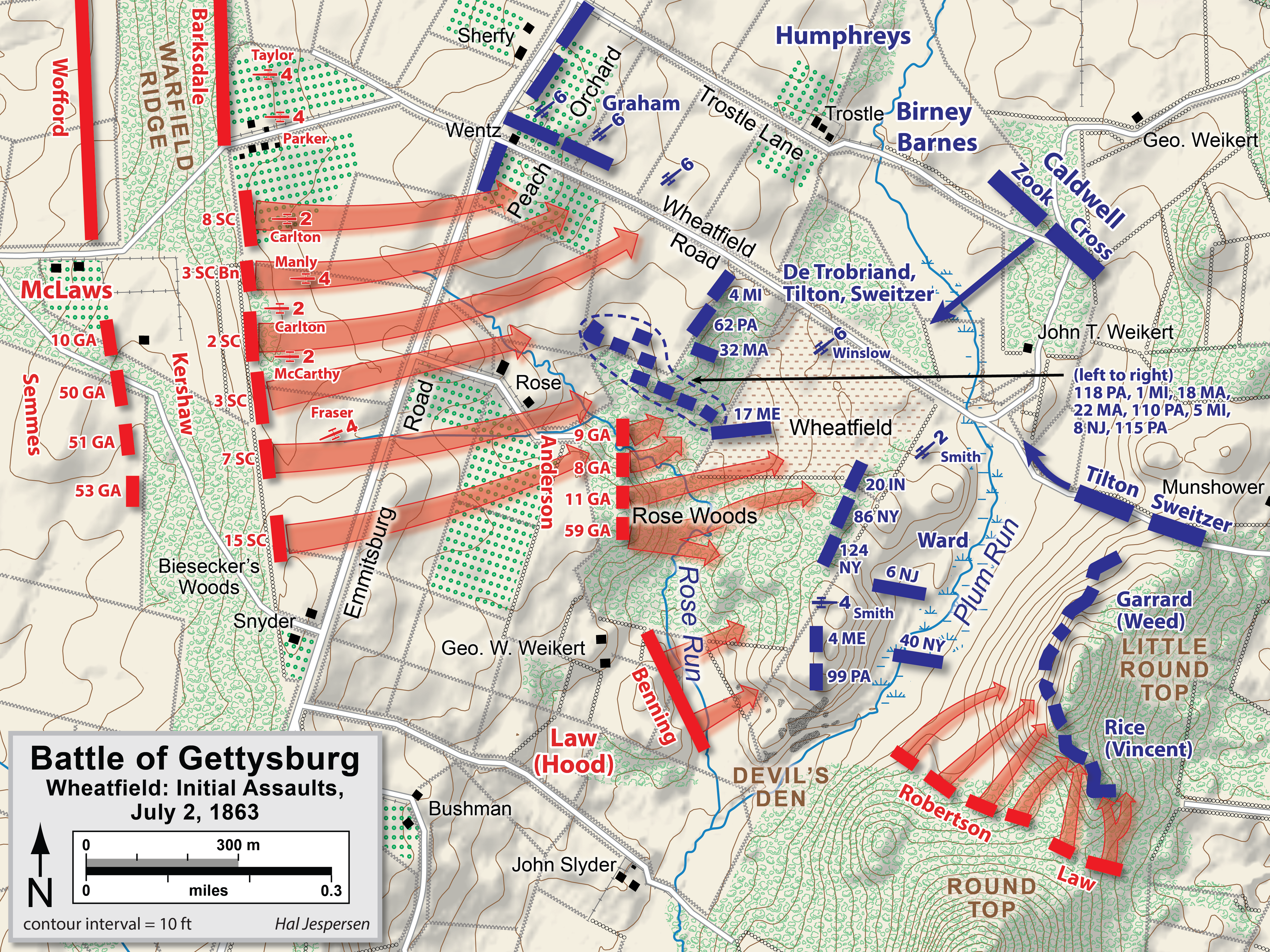
밀밭에 대한 주요 공격

존 로즈 가족의 소유였던 밀밭으로 알려진 이 지역은 3가지 지형적 특징이 있었다. 첫 번째가 20에이커의 들판이고, 두 번째는 서쪽에 밀밭과 경계를 이룬 로즈 숲, 세 번째가 역시 서쪽에 완만한 경사를 진 스토니 언덕이었다. 동쪽으로 인접한 곳이 후크 능선과 악마의 소굴이었다. 양측의 11개 여단이 2시간 동안 벌인 교전으로 이곳은 "유혈의 밀밭"이라는 별명을 갖게 되었다.
밀밭에서 첫 번째 전투는 앤더슨 여단(후드 사단)의 트로브리앙 여단의 메인 17 연대 공격이었다. 메인 17연대는 남군 공격에 압박당하고, 인접한 연대들이 스토니 언덕에서 철수하는 와중에서도 윈슬로우 포대의 지원을 받으며 낮은 돌담 뒤에서 위치를 사수해 냈고, 앤더슨 여단은 철수했다. 트로브리앙은 나중에 "나는 이렇게 비등하게 고집 센 병사들의 싸움은 본 적이 없었다."고 썼다
오후 5시 30분, 커쇼 연대의 1파가 로즈 농장으로 접근했을 때, 스토니 언덕은 북군 5 군단 제임스 버네스 준장의 1사단 소속인 윌리엄 S. 틸톤 대령과 제이콥 B. 슈바이처 대령의 2개 여단으로 증강된 상태였다. 커쇼의 부하들이 메인 17연대에 격렬한 공격을 퍼부었지만, 메인 17연대는 여전히 계속 위치를 사수했다. 그러나 무슨 이유때문인지 바네스는 버니의 부하들과는 아무런 협의도 없이 밀밭길에서 가까운 새 방어지점으로 북쪽으로 약 275m(300 야드)가량 북쪽으로 부대를 철수시켰다. 트로브리앙과 메인 17연대도 뒤따랐고, 남군은 스토니 언덕을 장악하고 밀밭으로 밀고 들어갔다(바네스의 물의를 빚은 결정은 전투 이후 광범위한 비판을 받았고, 그의 군 경력을 끝장냈다).

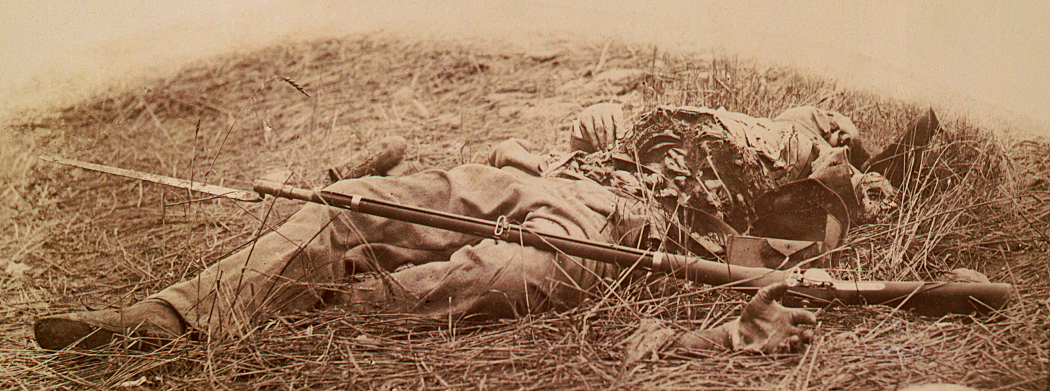
밀밭 전투에서 포병 사격에 전사한 북군 병사

그날 오후 초, 미드는 시클스의 어리석은 행동을 알게 되었고, 핸콕에게 2군단 예하 사단을 보내 3군단을 지원하라고 명령했다. 시클스의 새로운 부대 배치는 좌우 측면으로부터 협공을 받기 좋은 곳에 혼자 고립되었고, 그 대가를 치르는 중이었다. 핸콕은 묘지 능선 뒤쪽에서 예비로 있던 존 C. 캘드웰 준장의 1사단을 보냈다. 1 사단은 오후 6시에 도착했고, 새뮤얼 K. 주크 대령, 패트릭 켈리 대령 (아일랜드 여단), 그리고, 에드워드 E. 크로스 대령의 3개 여단이 전진했다. 사단의 4번째 여단인 존 R. 브로크 대령의 여단은 예비로 남았다. 주크 여단과 켈리 여단은 스토 언덕의 남군과 싸우기 시작했고, 크로스 여단은 밀밭을 깨끗이 하면서 커쇼의 부하들을 로즈 숲의 가장자리로 몰아붙였다. 주크와 크로스 모두 여단의 공격을 지휘하다가 치명상을 입었다. 크로스의 부하들이 탄약이 모두 떨어지자, 캘드웰은 예비로 남아 있던 브로크 여단에게 그들을 구하라고 명령했다. 이 무렵 복숭아 과수원의 북군 방어선은 붕괴되고 있었고(다음 장 참조), 워포드는 밀밭의 북군을 우회하며 밀밭 길을 따라 계속 공격했다. 로즈 숲의 브로크 여단은 약간 무질서하게 후퇴해야 했다. 쉬바이처 여단이 남군의 돌격을 지연시키기 위해 투입되었고, 그들은 백병전 끝에 이 임무를 수행했다. 밀밭은 다시 한 번 주인이 바뀌었다.

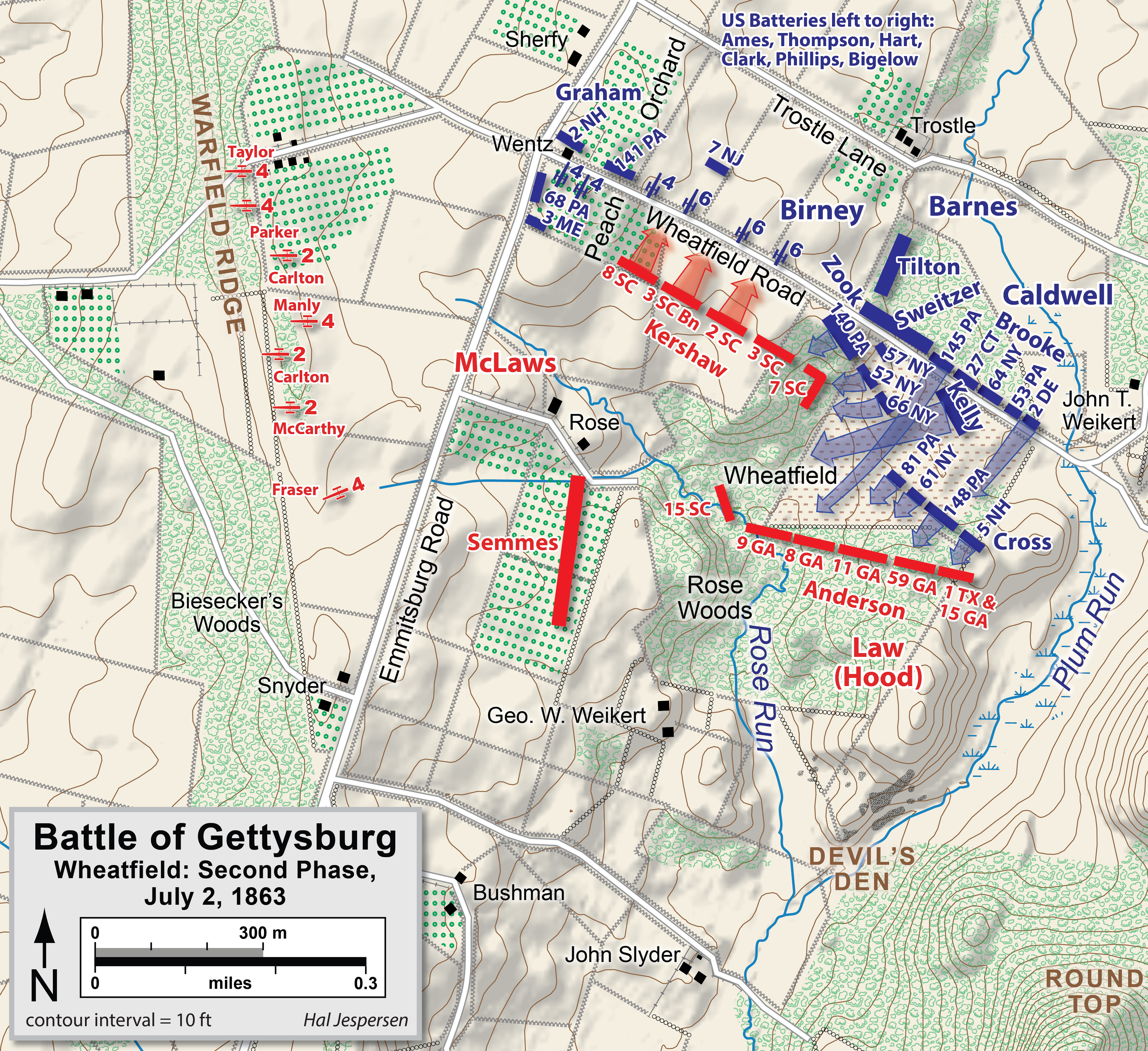
남부동맹이 밀밭을 장악한 상황.

추가 북군이 이때 도착했다. 로메인 B. 아이리스 준장의 5군단 2 사단이었다. 2 사단은 예하 3개 여단 중 2개 여단이 주 지원병이 아닌 연방 정규군으로 구성된 탓에 정규 사단으로 분류되었다(스테픈 H. 위드 준장의 지원병 여단은 이미 리틀 라운드 탑에서 교전 중이어어서 정규군 여단만 밀밭에 파견되었다) 죽음의 계곡을 가로질러 진격하던 중, 그들은 악마의 소굴에서 남군 저격병(sharpshooters)들의 격렬한 사격을 받았다. 정규군이 진격하자, 남군은 스토니 언덕에 집결했다가 로즈 숲을 지나 새로 도착한 북군의 측면을 공격했다. 북군은 남군의 추격을 받으며 많은 피해를 냈지만, 상대적으로 안전한 리틀 라운드 탑으로 철수했다. 2개 정규군 여단은 전투에 참가한 2,613명 중 829명을 잃었다.
밑발을 지나 남군의 마지막 공격은 저녁 7시 30분에 후크 능선을 지나 죽음의 계곡으로 계속되었다. 앤더슨 여단, 시메스, 그리고 커쇼 연대는 여름 무더위 속에서 한 시간의 전투로 완전히 지친 상태였고, 무질서하게 동쪽으로 진격했다. 워프도 여단은 밀밭 도로를 따라 왼쪽으로 뒤따랐다. 그들이 리틀 라운드 탑의 북쪽 등성이 부근에 도착했을 때, 북군 5군단의 새뮤얼 W. 크로포드 준장이 지휘하는 3사단의 반격을 받았다. 게티즈버그 지구에서 온 1개 중대를 포함한 윌리엄 맥킨들리스 대령 여단은 넓게 퍼져서 공격하여 무더위와 계속된 전투로 지친 남군을 밀밭에서 스토니 언덕으로 몰아냈다. 부하들이 너무 멀리 진격한 것을 안 크로포드는 밀밭의 동쪽 가장자리로 도로 불러들였다.
유혈의 밀밭은 남은 시간 동안 조용했다. 그러나 밀밭을 장악하려던 양측에 큰 희생을 했다. 남군은 1,394명의 인명 피해를 입었고, 북군은 3,215명이었다. 이 수치는 공격자 대 방어자 사이에 전형적인 비율은 아니었다. 부상들 일부가 플럼 강으로 헤엄쳐 건너려 했지만, 건너갈 수는 없었다. 그 강은 그들의 피로 불게 물들었다. 앤티텀 전투 당시 옥수수밭처럼, 이 작은 농장은 참전군인들에게 전쟁사에서 다른 것들과 독특한 이름으로 기억될 것이었다.

### 복숭아 과수원

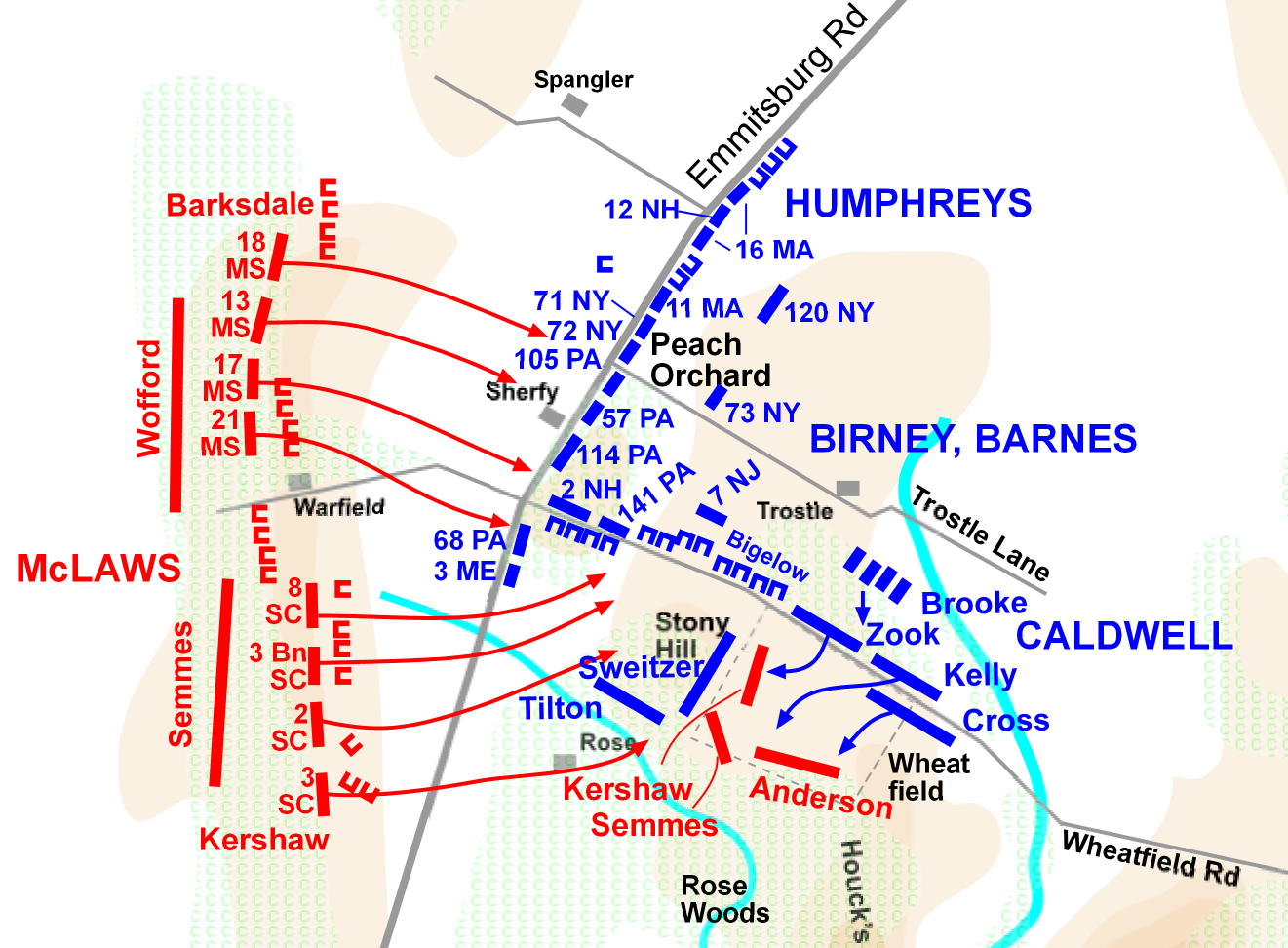
맥로우는 복숭아 과수원을, 콜드웰은 밀밭에서 반격

우익인 커쇼 여단이 밀밭을 공격하는 동안, 좌익은 버니의 방어선에서 우익에 위치한 찰스 K. 그레이험 준장 여단의 펜실베이니아 부대를 공격하기 위해 왼쪽으로 우회하여, 3군단 소속 30문의 대포와 예비 포병대로 그 구역을 붙들어두려고 시도했다. 사우스캐롤라이나인들은 복숭아 과수원에서 보병부대의 일제 사격에 직면했다. 갑자기 누군지 알려지지 않은 자가 잘못된 명령을 외쳤고, 공격하던 연대는 밀밭쪽인 오른쪽으로 진격하기 시작했다. 그곳은 남군 좌익이 북군 포병대에 노출된 곳이었다. 커쇼는 나중에 "캐롤라이나인들중에 가장 용감한 최고의 병사들 수백 명이 치명적 실수의 희생자였다"고 썼다.
반면에 맥로우의 좌측 2개 여단은 시클스 군단 방어선의 정점인 복숭아 과수원으로 직진하여 돌격했다. 전열은 박스데일 여단이고, 후열은 워포드 여단이었다. 박스데일 장군은 말 등에 앉아 긴 머리카락을 휘날리고 군도를 휘두르며 돌격을 이끌었다. 앤드류 A. 험프리 준장의 사단은 약 1천명으로 에미츠버그 도로를 따라 복숭아 과수원의 북쪽 방향을 지켰다. 일부는 커쇼 여단의 공격을 계속 받은 남쪽을 여전히 경계하고 있었는데, 그래서 험프리 사단은 취약한 측면 공격을 받게 되었다. 박스데일의 1,600여명의 미시시피인들은 험프리 사단의 측면을 상대하여 왼쪽으로 돌며 공격했고, 연대별로 차례대로 방어선이 붕괴했다. 그레이엄 여단은 묘지 능선으로 철수했다. 그레이엄 자신은 상체에 총상을 입었다. 그는 미시시피 21 연대에 포로로 붙잡혔다. 워포드의 부하들은 과수원 방어 임무를 맡았다.
박스데일 여단이 트로스틀 농장 헛간 근처에 차려진 시클스의 군단본부로 계속 공격해옴에 따라, 시클스와 그으 참모들은 후방으로 이동하기 시작했다. 그때 갑자기 포탄이 시클스의 오른쪽 다리에 명중했다. 시클스는 들것에 실려 후송되었고, 후송되면서도 부하들을 격려하고자 똑바로 앉아서 시가를 피웠다. 그날 저녁 그의 다리는 절단되었고, 그는 워싱턴 D.C.로 후송되었다. 버니 장군이 3군단 지휘를 인수했지만, 3군단은 얼마안가 와해되었다.
가차없는 보병 돌격은 과수원과 밀밭 도로에 배치되어 있던 북군 포병대를 위협했고, 방어선 좌익에 배치되어 있던 존 빌겔로우 대위의 매사추세츠 9 포병대는 나폴레옹포 6문을 잘 사용되지 않은 포격 후 반동을 이용하여 뒤로 끌고 가며 후퇴했다. 포병들이 트로스틀의 집에 도착했을 때, 보병의 후퇴를 엄호하기 위해 현재 위치를 사수하라는 지시를 받았으나, 미시시피 21 연대에 의해 압도당했고, 대포 3문을 적에게 빼앗겼다.
험프리의 운명은 남군의 공격이 계속되고, 전면과 우익이 묘지 능선에서 남군 3군단의 리처드 H. 앤더슨 사단으로부터 공격받기 시작하면서 결정되었다

## 앤더슨 사단의 공격

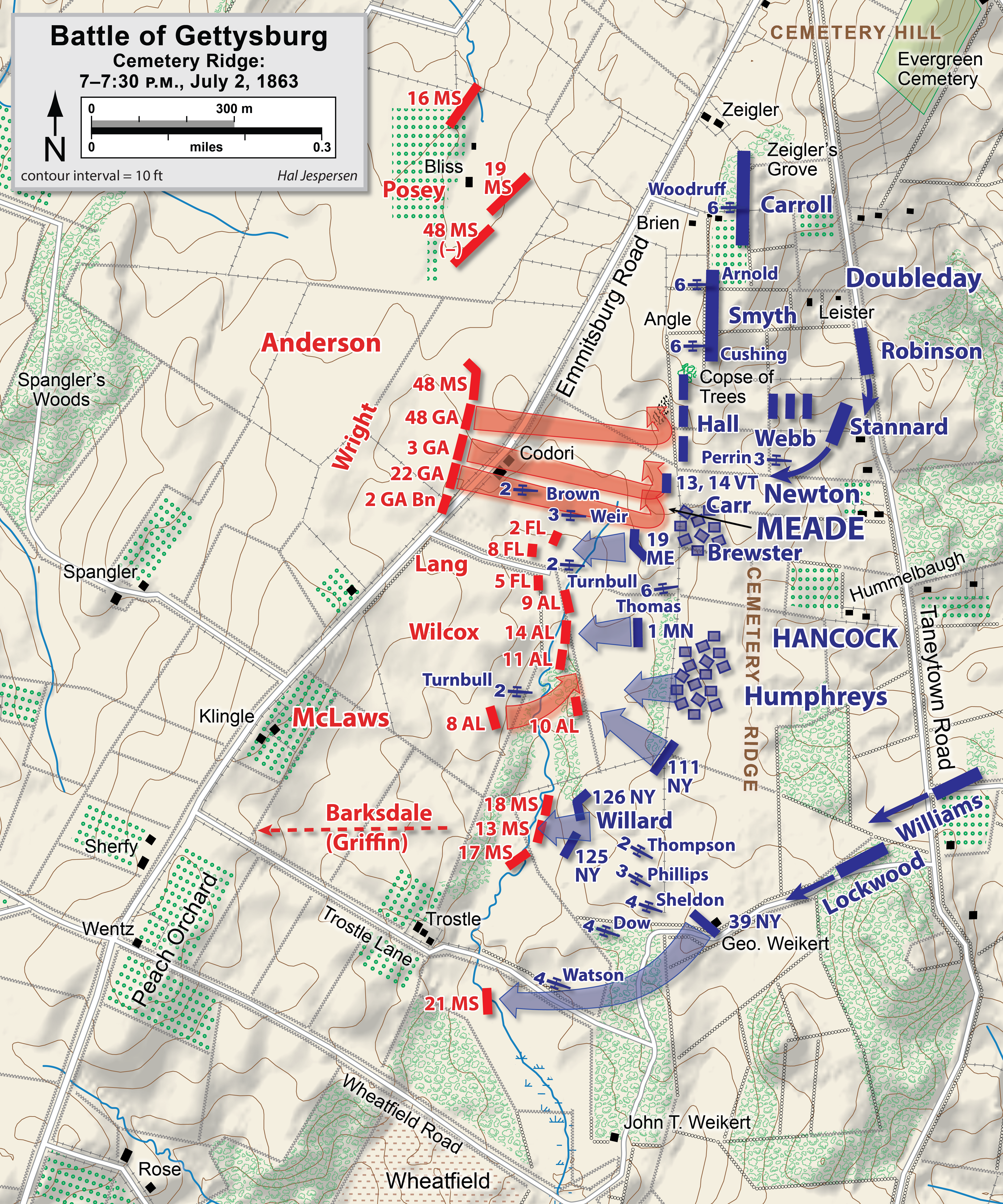
묘지 능선에 대한 앤더슨의 돌격

제파 공격의 남은 부분은 A. P. 힐의 3군단 소속 리처드 H. 앤더슨 사단의 책임이었고, 그는 오후 6시에 5개 여단으로 공격을 시작했다. 동원된 5개 여단은 오른쪽부터 캐드무스 M. 윌콕스 준장 여단, 에드워드 A. 페리 여단(지휘는 데이비드 랭 대령이 했다), 앰브로스 R. 라이트 준장 여단, 카놋 포시 준장 여단, 윌리엄 마혼 준장 여단이었다.
윌콕스 여단과 랭 여단은 험프리군의 우익과 전면을 공격하여, 진지를 지키려던 험프리의 시도를 좌절시키고 결국 북군 3군단 방어선을 붕괴시켰다. 험프리는 남군의 공격으로 총탄이 빗발치는 와중에도 말에 올라탄 채로 부하들을 지휘하며 상당한 용감성을 보여주었고, 후퇴도 질서 정연했다. 그는 아내에게 나중에 쓴 편지에서 "한 20번 정도, 나는 부하들에게 정지와 뒤로 돌아를 하게 했소. 부하들에게 그걸 강제로 시켰지."라고 썼다. 이 얘기는 두 가지를 뜻하는데, 첫 번째는 남군에 쫓겨 도망치면서도 험프리의 부하들은 각 소속 부대별로 대형을 유지하며 철수했다는 것이며, 두 번째는 마냥 등을 보이며 도망친 게 아니라 남군의 동태를 살피며 철수했다는 뜻이다.
묘지 능선에서 미드 장군과 핸콕 장군은 증원 병력을 여기 저기 보내느라 바빴다. 미드는 왼쪽 측면을 계속 두들기는 롱스트리트에 반격하기 위해 전투 가능한 모든 병력을 보내고 있었고, 그 덕분에 방어선 중앙은 상대적으로 약해졌다. 이곳은 보병이 부족했고, 소규모 포병대가 전부였다. 복수아 과수원 전투에서 패하여 물러난 프리먼 맥길버리 중령의 포병대가 재집결하고 있었다.
계속된 장거리 행군과 공격으로 일부 남군 부대는 진형이 흐트러졌고, 지휘관들은 전열 정비를 위해 플럼 강에서 잠시 멈추었다. 그 사이 핸콕은 자신의 2군단 소속 조지 L. 윌러드 대령 여단에 능선쪽으로 오는 남군 박스데일 여단을 맞아 싸우라고 명령했다. 윌러드의 뉴요커들은 미시시피인들(박스데일 여단)을 에미츠버그 도로로 몰아냈다. 박스데일은 왼쪽 발에 포탄 파편을 맞아 왼쪽 무릎을 다쳤고, 가슴에도 다른 총탄이 명중하여 말에서 떨어졌다. 박스데일의 부하들은 그를 들판에 버려두고 떠나야 했고, 다음 날 아침 박스데일은 북군 야전 병원에서 죽었다. 윌로드도 죽었고, 남군의 대포가 윌러드의 부하들을 방향을 돌려 물러나게 했다.
핸콕이 추가 증원 병력을 찾으러 북쪽으로 달려갔을 때, 그는 능선의 기지 부근으로 남군 윌콕스 여단이 북군 방어선의 틈새를 목표로 접근하고 있는 것을 보았다. 그 순간은 매우 위험했고, 핸콕은 수중에 유일한 예비대였던 북군 2군단 2사단 소속 해로우 여단의 미네소타 1 지원연대를 투입하기로 결정했다. 원래 이 연대는 토마스의 정규군 포병대를 엄호하기 위해 배치되어 있었고, 연대원 대부분에게는 그들 생애에서 마지막 전투가 되었다. 핸콕은 방어선을 향해 진격해오는 남군의 깃발을 가리키며 연대장 윌러임 컬빌 대령에게 "대령, 진격하라, 그리고 저 군가들을 뺏어와라"고 외쳤다. 미네소타인 330명은 수적 열세에도 불구하고 앨라배마 여단을 향해 돌격했고, 플럼 강에서 남군의 진격을 저지했다. 그렇지만 피해는 컸다. 그 다음 날, 피켓의 돌격을 저지하던 때까지 해서 생존자는 330명 중에서 106명에 불과했다. 연대원 224명이 죽거나 다친 것이다(최근의 새로운 연구에 따라 새로 돌격 참가 인원 수가 정정되었다. 비록 "262명이 돌격했고, 그 중 82%가 죽거나 다쳤다"는 기존의 보고 내용 정도는 아니지만, 여전히 이 피해자 수는 어떤 기준으로도 끔찍한 것이었다. ) 미네소타 1연대원들은 전쟁 전 기간을 통틀어서 연대 규모에서는 가장 큰 희생을 당한 것으로 기억되고 있다. 놀랍게도, 남군에 수적으로 불리함에도 불구하고, 적은 숫자의 미네소타 1연대는 윌콕스의 전진을 저지했고, 좌익에 배치되어 있던 윌러드 여단의 지원을 받아 앨라배마인들을 후퇴시켰다.
공객 개시선에서 대기하고 있던 앰브로스 라이트 준장의 남군 여단은 코도리 농장의 북쪽 에미츠버그 도로에 배치되어 있던 2개 연대를 궤멸시키고 2개 포병대의 포를 빼앗고 작은 관목숲의 남쪽에 있던 북군 방어선의 틈으로 진격했다(잠깐이었지만, 이 지역에 있던 유일한 북군 병사는 미드 장군과 그의 참모들 몇 명이었다). 라이트의 조지아 여단은 묘지능선 정상에 도착했었을지도 모른다. 많은 역사가들은 라이트가 전투 사후 보고서에서 한 주장에 대해 회의적인 시각을 갖고 있다. 만일 그게 옳다면, 그는 능선 정산을 지나쳐, 북군 증원부대(조지 J. 스태나드 준장의 버몬트 여단)으로부터 측면을 공격당해 격퇴당하기 전에 위도우 리스터의 집까지 차지했을 것이다. 다른 사람들은 그의 설명이 일리가 있다고 믿는다. 왜냐하면, 라이트가 일찍 멈췄다면 보지 못했을 볼티모어 파크의 북군 병력에 정확하게 서술했기 때문이다. 더군다나 그날 저녁 리 장군과 나눈 대화에서 리가 그의 주장을 지지했다. 리가 피켓의 돌격에서 라이트의 부하들에게 묘지 능선까지 전진할 능력이 있는지 여부에 대해 라이트를 잘못된 자신감을 받았을 가능성은 있다.
라이트는 리에게 정상에 이르는 것은 상대적으로 쉽지만, 그곳을 유지하는 것은 어렵다고 말했다.  라이트가 그곳에 계속 있을 수 없었던 중요한 이유는 지원이 부족했기 때문이다. 2개 여단이 라이트의 좌익에 있었고, 작전이 성공할 수 있도록 지원할 수 있었다. 카놋 포시 여단은 천천히 이동했고, 에미츠버그 도로를 넘어가지 못했다. 윌리엄 메이혼 여단은 설명할 수 없는 이유로 조금도 움직이지 않았다. 앤더슨 장군이 메이혼에게 진격하라는 명령을 휴대한 전령을 보냈지만, 메이혼이 이를 거부한 것이다. 라이트의 조지아 여단의 공격이 실패한 이유에 대해서는 앤더슨이 일부 져야 한다. 그는 전투에서 사단을 지휘하는 데 소극적이었다.

## 컬프스힐과 묘지 언덕
리처드 이월이 리에게서 받은 명령은 북군 우익에 대하여 양동 공격을 하거나, 견제 공격을 하라는 것이었다. 이월은 베너 언덕에서 포병대 집중 포격으로 오후 4시에 공격을 시작했다. 그 포격은 북군 방어선에는 큰 피해를 주지 않았지만, 보다 낮은 지대를 향한 대포병전은 혹독한 것이었다. 이월의 최고의 포병이었던 "소년 소령"(Boy Major)라는 별명을 가진 19세 조지프 W. 레티미어가 전사했다. 이월은 묘지 능선에 대한 앤더슨의 돌격이 정상에 도달한 후인 저녁 7시까지 전통적인 보병부대 공격을 개시하지 않았다.
에드워드 존슨 사단은 컬프스힐의 강력한 장벽 뒤에서 고립된 북군 12군단의 조지 S. 그린 준장 여단을 공격했고, 많은 피해를 입었다. 그들은 오후에 미드 장군이 롱스트리트의 공격을 막고자 좌익을 지원하라는 명령에 따라 비우게 된 북군 방어선의 일부만 점령할 수 있었다.
저녁 8시 경, 주벌 얼리 사단의 2개 여단이 상당한 수의 북군 포병대가 배치되어 있던 동쪽 묘지 언덕을 공격하여 정상에 이르렀지만, 북군의 증원부대가 도착하여 그들을 다시 언덕에서 몰아냈다.

## 전략회의
부상자들과 죽어가는 사람들의 신음소리를 제외하면, 전장은 저녁 10시 30분경에 조용해졌다. 미드 장군은 워싱턴으로 전보를 보냈다:
오늘 적은 오후 4시에 본관을 공격하였음. 전쟁의 가장 치열한 교전의 하나를 치른 후 모든 지점에서 적을 물리침. 본관은 내일까지 현재 위치를 고수할 것이나 나의 작전이 공격이 될지, 방어적 성격을 띠게 될지는 군의 현 상황을 보다 신중히 고려하게 되기 전에는 언급할 수 없음— 조지 G. 미드, 할렉에게 보낸 전보, 1863년 7월 2일

미드는 그날밤 늦게 그의 참모 장교들과 군단장들이 모두 모인 작전 회의에서 결정을 내렸다. 회의에 참석한 장교들은 부대가 심한 타격을 입었음에도 불구하고 현 위치를 고수하며 적의 공격에 대비하는 것이 현명하다는 것에 동의했다. 미드가 이미 결론을 내리고 있었고, 정식 작전 회의가 아니라 그가 지휘를 맡은 지 1주일이 채 되지 않은 지휘관들과 공감대를 형성할 목적으로 그 회합을 이용했다는 증거가 있다. 회합이 끝나갈때쯤, 미드는 지금 2군단을 지휘하고 있는 존 기본 준장에게 "리가 내일 공격한다면, 장군의 정면으로 공격할 것이오. 리는 우리 양 측면을 공격했다가 실패하고, 다시 시도할 생각을 한다면, 우리 중앙을 칠 거란 말이오."라고 말했다.
그 날 저녁, 남군 사령부는 상당한 희생에도 불구하고 북군을 격퇴시키지 못한 것때문에 분위기가 좋지 않았다. 복숭아 과수원과 에미츠버그 도로를 가로지르는 능선을 점령했지만, 북군은 전날과 같은 패주 양상을 보이지 않았고, 방어선을 잘 지켜냈던 것이다. 참모 장교들은 리가 "그의 계획과 명령이 제대로 수행되지 못한 것에 대해 낙관적이지 않았다"고 했다. 그러나 리의 보고서에는 그가 낙관적인 전망을 가졌음을 보여주었다.
이날 전투의 결과는 작전 행동의 적절한 조화와 증강된 지원과 함께 포병이 계속 공격대를 유도하면 우리는 성공하리라고 믿었고, 따라서 공격을 계속 하기로 결정했다. ... 일반 계획은 바꾸지 않았다.— 로버트 E. 리, 1864년 1월, 공식 전투 보고서

게티즈버그 전투가 있은 지 몇 년 후에 롱스트리트는 that 7월 2일에 휘하 장병들은 "어떤전장에서도 어떤 부대보다도 가장 최선을 다해 전투를 치렀다"고 썼다. 7월 2일 저녁에 그는 북군 좌익을 우회하는 전략적 기동에 대해 자신의 의견을 놓고 리와 논쟁을 또 벌였지만, 리는 그의 의견을 물리쳤다. 리는 리처드 이월에 날이 밝으면 "적의 우익을 공격하라"고 명령하고, 젭 스튜어트(스튜어트 기병대는 7월 2일 오후에 리의 사령부에 도착했다)에게는 이월의 좌익과 후방에서 작전하라고 명령했다.
7월 2일 밤에 양 측의 미처 합류하지 못했던 나머지 병력이 모두 합류했다. 남군은 스튜어트 기병대와 조지 피켓 사단이 합류했고, 북군은 존 세지윅의 6군단이었다. 이제 전투는 마지막 3일째 되는 날 가장 많은 피를 흘린 클라이맥스로 접어들었다.
리가 수립한 7월 3일 작전 계획은 역사가들 사이에 논쟁거리다. 역사가 기록한 것은 미드의 예언이 적중했다는 것이다. 리는 묘지 능선에 위치한 재앙에 가까운 공격이었던 피켓의 돌격인 북군 중앙 공격을 감행했다.
게티즈버그 전투 2일째 되는 날의 사상자 통계는 당일 집계된 것이 아니라 모든 전투가 끝난 후에 양측이 각기 보고한 것이어서 수치를 검증하기가 힘들다. 보통 남군이 전사, 실종 또는 부상 등으로 6천여 명의 인명 피해를 입었으며, 그 중 후드 사단, 맥로우 사단 및 앤더슨 사단이 30% ~ 40% 피해를 입은 것으로 추정하고 있다. 북군 피해는 대략 9천명을 넘었다.

## 참고 문헌
다음은 영문판의 참고 문헌이다.
- Adelman, Garry E., and Smith, Timothy H., Devil`s Den: A History and Guide, Thomas Publications, 1997, ISBN 1-57747-017-6.
- Busey, John W., and Martin, David G., Regimental Strengths and Losses at Gettysburg, 4th Ed., Longstreet House, 2005, ISBN 0-944413-67-6.
- Coddington, Edwin B., The Gettysburg Campaign; a study in command, Scribner's, 1968, ISBN 0-684-84569-5.
- Eicher, David J., The Longest Night: A Military History of the Civil War, Simon & Schuster, 2001, ISBN 0-684-84944-5.
- Frassanito, William A., Early Photography at Gettysburg, Thomas Publications, 1995, ISBN 1-57747-032-X.
- Grimsley, Mark, and Simpson, Brooks D., Gettysburg: A Battlefield Guide, University of Nebraska Press, 1999, ISBN 0-8032-7077-1.
- Harman, Troy D., Lee's Real Plan at Gettysburg, Stackpole Books, 2003, ISBN 0-8117-0054-2.
- Light, Stephen H., Military History Online article on the Wheatfield
- Pfanz, Harry W., The Battle of Gettysburg, U.S. National Park Service and Eastern National, 1994, ISBN 0-915992-63-9.
- Pfanz, Harry W., Gettysburg – The Second Day, University of North Carolina Press, 1987, ISBN 0-8078-1749-X. (Reference for unit location information)
- Sears, Stephen W., Gettysburg, Houghton Mifflin, 2003, ISBN 0-395-86761-4.
- U.S. War Department, The War of the Rebellion: a Compilation of the Official Records of the Union and Confederates Armies, U.S. Government Printing Office, 1880–1901.

한국어판 참고 자료는 다음과 같다.
- 《남북전쟁, 새로운 자유의 탄생》, 박정기 저, (삶과꿈, 서울, 2002년)